# Consell Llevantí Unificat d'Exportació Agrícola
El Consell Llevantí Unificat de l'Exportació Agrícola fou un organisme creat el 7 d'octubre de 1936 per representants de la CNT i la UGT valencianes encarregat de gestionar les exportacions de la taronja a altres països europeus. Llavors la taronja era la principal font de divises del País Valencià.

## Procés
La taronja era el principal producte d'exportació valencià i de l'economia espanyola en l'època. En un context de guerra civil entre dos bàndols, i de revolució social en un d'ells (el que tenia les taronges) el control d'aquesta exportació era vital.
El Govern republicà no era partidari de la col·lectivització, sinó de seguir el camí habitual d'una exportació controlada per les empreses individuals, coordinat solament pels mercats internacionals. Però en els mesos d'agost a octubre de 1936 a Espanya s'estava vivint una profunda revolució de tints col·lectivistes.
Així doncs els partits republicans, el Govern, i el Partit comunista defensaven el manteniment de la llibertat d'exportació sota cert control governamental. Per contra, les centrals sindicals UGT i CNT eren partidàries de col·lectivizar tota l'exportació per evitar la fugida de divises, ja que alguns d'aquests empresaris exportadors eren notoris simpatitzants feixistes.
Llavors durant la campanya de recollida, els exportadors van ser substituïts pel Consell d'Exportació Agrícola (CLUEA).
La gestió del CLUEA, que agrupava la meitat de la producció de taronges, va estar sempre envoltada de la polèmica i la confrontació, ja que encara que els militants de la UGT estaven d'acord amb la col·lectivització, els líders del PSOE no. I entre aquests líders hi havia el mateix Largo Caballero, conegut dirigent sindical de la UGT. La gestió del CLUEA va estar renyida amb l'eficàcia degut de tant a la situació de guerra com al boicot dels productors de taronges individuals que havien format part de la Derecha Regional Valenciana i que a la tardor de 1936 havien ingressat a la Federación Provincial Campesina (FDC) organitzada pel PCE, oposat a la col·lectivització. El Govern Central li negava el crèdit el crèdit al CLUEA i en canvi el donava a la FDC.

## Resultats
En aquell any va sobrevenir una crisi de sobre-producció al mercat europeu. El mercat europeu es va veure saturat de taronges palestines i sud-africanes, que van suposar una competència extra per a la producció espanyola; perdent bona part del mercat francés i alemany. Globalment sembla que la campanya cítrica va aportar en divises entre la meitat i els dos terços de la campanya anterior "gràcies" al sabotatge republicà i comunista. Això en divises suposava uns 200 milions de pessetes per unes 700.000 tones exportades. Aquest descens d'ingressos va provocar durs atacs dels seus detractors el govern es va imposar i va decidir acabar amb el CLUEA. Seria substituït per la Comissió Exportadora d'Agres, dependent del Ministeri d'Economia i Hisenda d'Espanya. La comissió va ser creada per decret del Govern de Juan Negrín el 6 de setembre de 1937.